# Silungkang Tigo
Silungkang Tigo is een bestuurslaag in het regentschap Sawah Lunto van de provincie West-Sumatra, Indonesië. Silungkang Tigo telt 2197 inwoners (volkstelling 2010).